# 武田双龍
武田 双龍（たけだ そうりゅう、1984年 - ）は熊本県熊本市出身の書道家。

## 経歴
- 3歳で書道を母に習い始め、9歳で全国書道展最高賞を受賞[1]。
- 熊本マリスト学園高等学校、熊本県立大学卒業

## 人物
本人の弁によると子供の頃は母より厳しく教えられていたこともあり、書道はあまり好きではなかったという。中学・高校の頃もほとんど筆を持ったことはなかったが、将来の道を模索していた時に母の書道教室で生徒が楽しく筆を動かしているのを見ていたのがきっかけで書道家を目指す。それからは書道が楽しくなったと本人は語る。
書道をやっていてよかったと思う瞬間は、自分の書をプレゼントするときだという。結婚や出産、慶弔時にお祝いや励ましの書を送った相手が喜んでもらえることで自分の心が伝わったときが一番うれしいとのことである。

## 家族・親族
| 続柄 | 名前     | 備考                                     |
| ---- | -------- | ---------------------------------------- |
| 父   | 武田圭二 | 競輪専門紙の記者、小倉競輪場のキャスター |
| 母   | 武田双葉 | 書道家                                   |
| 兄   | 武田双雲 | 書道家                                   |
| 兄   | 武田双鳳 | 書道家                                   |

## 参考資料
- au style magazine 2008年5月号 - auの利用料金請求書に同封されている小冊子のインタビュー記事より。